# Raymundo Rodríguez
Raymundo Rodríguez (15 aprile 1905 – ...) è stato un calciatore messicano, di ruolo centrocampista.

## Carriera

### Nazionale
Con la Nazionale messicana ha preso parte ai Mondiali 1930.